# Рейн (актёр)
Чон Джихун (кор. 정지훈?, 鄭智薰?; род. 25 июня 1982 года), более известный как Рейн и Би Рён, — южнокорейский певец, актёр, автор песен и музыкальный продюсер.
Начав карьеру в 1998 году в качестве участника бойбенда FanClub, в 2000-х Рейн становится сольным исполнителем, и его третий студийный альбом It’s Raining (2004) стал коммерчески успешным, закрепив за Рейном статус международной звезды. Годом ранее он также начал актёрскую карьеру, снявшись в дораме «Пойдём в школу, Сан-Ду!», и с тех пор зарекомендовал себя в качестве одного из лучших айдолов-актёров.
В октябре 2015 года Рейн основал собственную компанию — R.A.I.N. Company.

## Биография
Чон Джихун родился 25 июня 1982 года в Сосане, Южная Корея. У него в семье, помимо родителей, есть младшая сестра Хана. В школе мальчик был очень застенчивым и почти никогда не мог завести беседу со сверстниками. В 1997 году бизнес его отца потерпел крах на фоне финансового кризиса, и он уехал в Бразилию, оставив жену и детей в Корее. Мать умерла в декабре 2000 года от сахарного диабета из-за шаткого финансового положения семьи и недостатка денег на покупку инсулина. В том же году Джихун стал трейни JYP Entertainment, и Пак Чин Ён, генеральный директор агентства, в последний момент узнал о том, что его мать больна: «Однажды Джихун сказал, что хочет мне кое-что сообщить. Потом он рассказал, что его мать сильно больна, и попросил помочь. Я приехал к нему домой и увидел, что она действительно очень сильно болеет, но он [Джихун] никогда не говорил мне об этом ранее»; продюсер также признался, что взял Джихуна в агентство из-за его глаз: «Он выглядел как львёнок, голодающий до смерти». Сам же Джихун позднее признался, что на первом прослушивании похвалили его пение и танцы, но он не прошёл, потому что у него не было двойного века. Первое время стажировки он проходил в качестве подтанцовки.
Джихун обучался в университете Кёнхи и университете Данкук.

## Карьера

### 1998—2005: Начинания в карьере

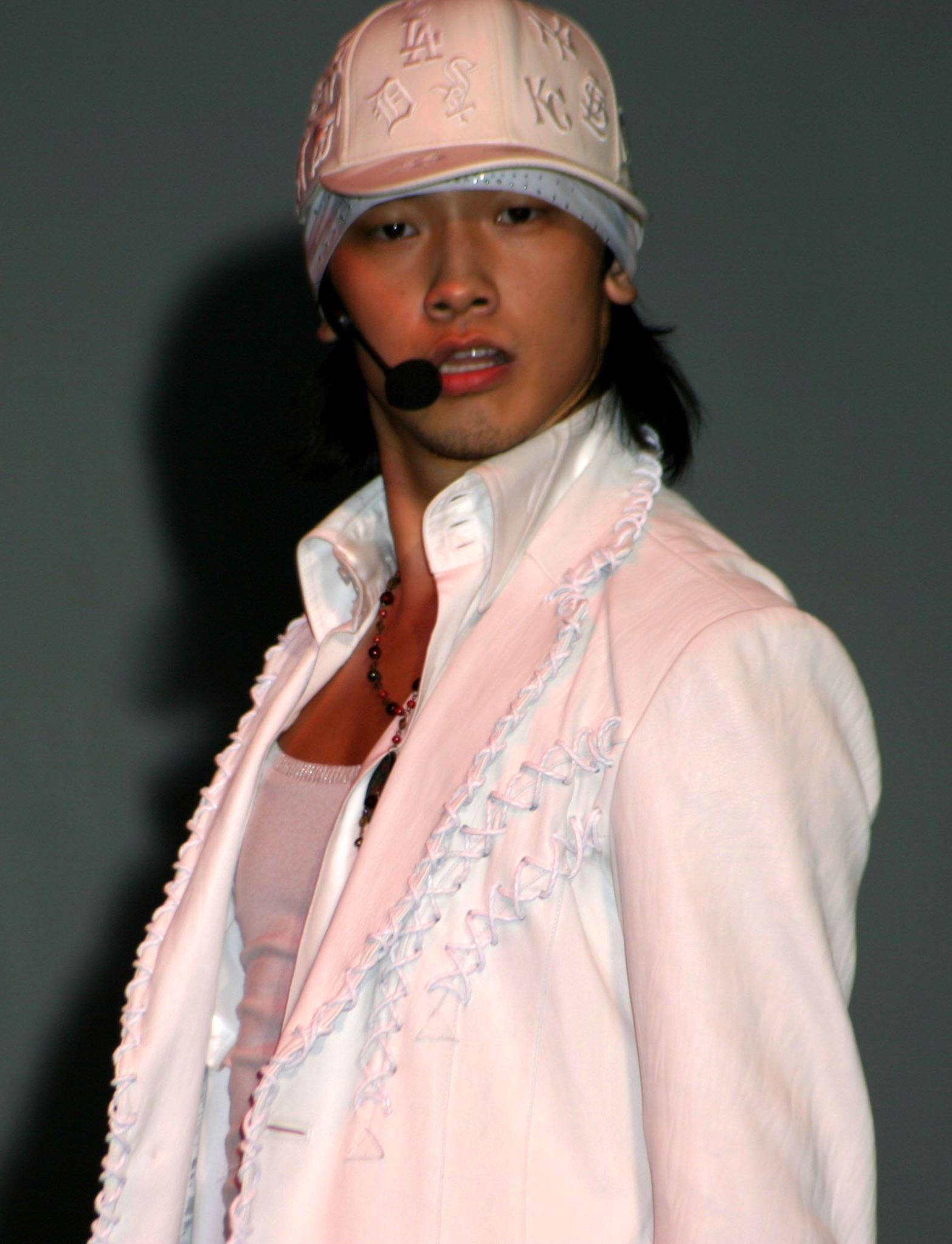
Рейн на выступлении в 2005 году

В 1998 году, когда Рейну было 16 лет, он дебютировал в молодёжном бойбенде FanClub, который вскоре распался, не став коммерчески успешным. В 2002 году Рейн выпустил дебютный альбом Bad Guy под руководством JYP.
С 15 сентября по 4 ноября 2003 года на телеканале KBS2 началась трансляция дорамы «Пошли в школу, Сан-Ду!», где Рейн исполнил главную роль Ча Сан Ду — харизматичного молодого человека, который попадает в тюрьму после случайного убийства, в результате чего его первая любовь и родители отрекаются, а его дочь заболевает лейкемией; впоследствии Сан Ду становится жиголо, чтобы оплатить больничные счета за лечение. 16 октября Рейн выпустил второй студийный альбом Rain 2.
С 14 июля по 4 сентября 2004 года транслировалась дорама «Полный дом», где Рейн вновь исполнил главную роль, а его партнёршей стала Сон Хе Гё; сериал пользовался успехом в Корее со средним рейтингом в 37,76 % общенационального, в результате дорама помогла распространению волны Халлю. 16 октября Рейн выпускает третий студийный альбом It’s Raining, который стал хитом в Азии, разойдясь тиражом более миллиона копий.
С 31 октября по 20 декабря 2005 года был показ дорамы «Любовь, которая убивает», где Рейн исполнил роль Кан Бок Гу — профессионального борца K-1, который страдал от запретной любви к актрисе Ча Ын Сок (её роль исполнила Син Мин А); с первого эпизода сериал был очень тепло принят публикой и имел высокие рейтинги. В течение года Рейн проводил гастрольный тур в поддержку It’s Raining.

### 2006—12: Деятельность в зарубежных странах и роли в Голливуде

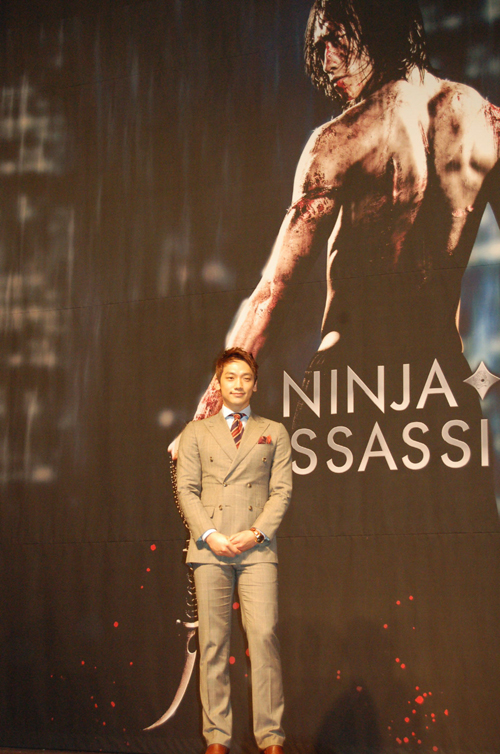
Рейн на премьере фильма «Ниндзя-убийца», 2009 год

В апреле 2006 года Рейн был упомянут в американском издании Time в списке ста самых влиятельных людей, которые меняют мир. 13 сентября он выпустил первый японский альбом Eternal Rain. Через месяц, 14 октября, Рейн представил четвёртый студийный альбом Rain’s World, который также стал коммерчески успешным, закрепив популярность исполнителя на азиатском рынке. 7 декабря состоялась премьера романтической комедии «Я — киборг, но это нормально», где Рейн сыграл Ли Суна — одного из пациентов психиатрической больницы, который помогает главной героине (Лим Суджон) отомстить врачам за её бабушку. 15 декабря начался мировой тур Rain’s Coming World Tour в Сеуле. 22 декабря было выпущено переиздание Rain’s World — Rain’s World Repackaged.
25 мая 2007 года Рейн выступил в Токио Доум, и он стал первым корейским артистом, выступившим на данной площадке; концерт посетило почти 55 тысяч человек. Несколько месяцев спустя стало известно, что исполнитель покинул JYP и основал собственное агентство — J.Tune Entertainment, которое, однако, было дочерней компанией JYP.
В январе 2008 года Рейн исполнил песню «Hand in Hand» для Летних Олимпийских игр в Пекине. В вышел фильм «Спиди-гонщик», где Рейн сыграл одну из эпизодических ролей, что ознаменовало начало его карьеры в Голливуде. В августе он выступил на закрытии Олимпийских игр с композицией «Beijing, Beijing, I Love Beijing». 16 октября Рейн выпускает пятый студийный альбом Rainism, и в клипе на сингл «Love Story» снимается актриса Ха Дживон. 24 ноября Комиссия по защите молодёжи заявила, что альбом нельзя продавать подросткам, потому что текст песни «Rainism» содержит сексуальный посыл. Рейн выпустил «чистую» версию композиции, но ничего в альбоме менять не стал; он продавался в магазинах со стикером «19+».
В октябре 2009 года Рейн начал мировой тур The Legend of Rainism Tour. 25 ноября состоялась премьера фильма «Ниндзя-убийца», где Рейн сыграл главную роль.
6 апреля 2010 года Рейн выпустил специальный мини-альбом Back to the Basic, где в видеоклипе «Love Song» снялась Хан Йе Сыль. Во второй раз он также возглавил список влиятельных людей от издания Time. С 29 сентября по 8 декабря была показана дорама «Беглец: План Б». В октябре Рейн выступил на Asia Song Festival в качестве представителя Кореи.
В 2011 году Рейн возглавил список влиятельных людей от Time уже в третий раз. В том же году он провёл прощальный тур перед зачислением в армию. В августе 2012 года состоялась премьера фильма «R2B: Возвращение на базу».

### 2013-н.в: Успех в Китае и возвращение в Корею

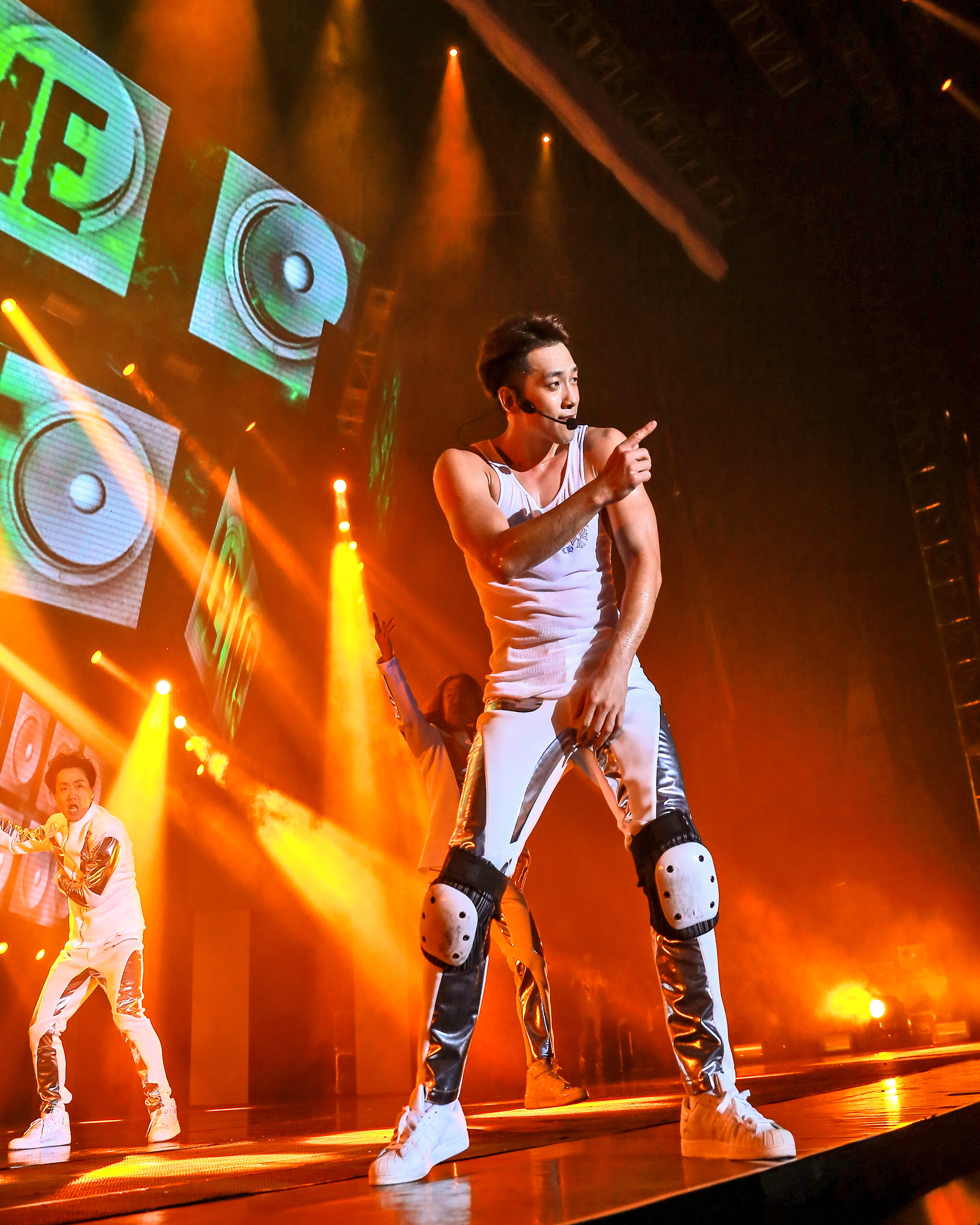
Рейн на выступлении в Китае, 2015 год

28 мая 2013 года агентство Cube Entertainment объявило о подписании эксклюзивного контракта с Рейном. 10 июля он официально завершил армейскую службу, и в октябре провёл фанмитинг в Сеуле. В ноябре Рейн дал несколько концертов в Японии в рамках 2013 Zepp Tour: Story of Rain. 19 декабря состоялась премьера реалити-шоу «Эффект Рейна» (англ. Rain Effect).
2 января 2014 года был выпущен шестой студийный альбом Rain Effect. В апреле состоялась премьера фильма «Принц», где Рейн сыграл одну из главных ролей с Брюсом Уиллисом, Джейсоном Патриком и Джоном Кьюсаком. С 17 сентября по 6 ноября состоялся показ дорамы «Моя любимая девушка». 7 ноября состоялась премьера китайского романтического фильма «Любовь или деньги», что ознаменовало дебют Рейна на больших экранах в Китае.
22 июля 2015 года состоялась премьера китайского сериала «Бриллиантовый любовник», где Рейн вновь исполнил главную роль; сериал стал очень успешным, а количество людей, посмотревших его в интернете, достигло отметки более трёх миллиардов человек. 7 сентября стало известно, что Рейн отказался возобновлять контракт с Cube и откроет своё собственное агентство. 7 ноября стартовал мировой тур The Squall World Tour.
В феврале 2016 года на телеканале SBS начался показ дорамы «Возвращайтесь, мистер», где Рейн исполнил одну из главных ролей. В мае он сыграл главную роль в китайской драме «Бесконечный август», где его партнёршей стала Виктория Сон. 12 декабря было объявлено, что Рейн вернётся с новым альбомом в следующем году и будет продвигать его на музыкальных программах.
14 января 2017 года Рейн выпустил сингл «The Best Present», спродюсированный PSY. В марте он получил главную роль в биографическом фильме «Король велосипеда Ом Бок Дон», где сыграл Ом Бок Дона — корейском велосипедисте, который выиграл гонку во времена пребывания Кореи в качестве японской колонии и стал символом свободы. В октябре Рейн появился на шоу «The Unit» в качестве наставника. 1 декабря он выпустил второй мини-альбом My Life.
С 25 мая по 14 июля 2018 года прошёл показ дорамы «Эскиз», где Рейн исполнил роль Кан Дон Су — детектива, обладающего превосходной интуицией. С 5 августа по 24 сентября 2019 года была показана дорама «Добро пожаловать в жизнь», и Рейн сыграл Ли Чжэ Санга — адвоката, работающего в одной из лучших фирм в Корее. В июле 2020 года Рейн дебютировал в смешанной группе SSAK3 с Ю Чжэ Соком и Ли Хё Ри, взяв псевдоним Би Рён.

## Личная жизнь

### Служба в армии
Рейн служил в армии с октября 2011 по июль 2013 года. Он был лучшим стрелком учебного лагеря в 5-й пехотной дивизии и был выбран инструктором ассистента. Рейн также был назначен послом Военной Кадровой Администрации и появился в документальном фильме об оборонной промышленности.

### Отношения
В январе 2013 года было подтверждено, что Рейн встречается с актрисой Ким Тхэхи, что стало причиной расследования отсутствия нарушений военной службы, так как пара периодически была на свиданиях. В 2014 году был крещён как католик, причём подчеркнул, что сделал это «ради веры, а не ради любви». Рейн и Тэ Хи поженились 19 января 2017 года, после почти 5 лет отношений. У пары две дочери: первая родилась 25 октября 2017 года, а вторая — 19 сентября 2019 года.

## Артистизм и имидж

### Музыка

#### Стили, тексты песен и концепты
С самого дебюта музыкальный стиль Рейна можно было рассматривать в жанрах поп-музыки и современного R&B; песни «Cassiopeia» и «Lack of Space» более близки к первому, а «Bad Guy» и «How to Avoid the Sun» ко второму. С момента выхода It’s Raining (2004) музыка Рейна также приобрела звучание хип-хопа.
В начале карьеры Рейн редко писал песни самостоятельно, большинство композиций писала специально нанятая группа авторов. После ухода из JYP он лично начал писать песни для своих альбомов. Почти все песни Рейна сведены к теме любви и разбитого сердца.

#### Певческий голос
Вокальные способности Рейна можно определять в диапазоне тенора. Он также использовал вибрато, фальцет и рэп. Исполнитель выступает против пения под фонограмму на концертах.

#### Влияние
По признаю Рейна, наибольшее влияние на его творчество оказали Майкл Джексон, Ашер и Джастин Тимберлейк.

### Имидж
Рейна называют «мировой звездой» благодаря его масштабной популярности не только в Корее и Японии, а также в Китае, Сингапуре, Таиланде, Канаде и Соединённых Штатах Америки.

## Дискография
| - Bad Guy (2002) - Rain 2 (2003) - It’s Raining (2004) - Rain’s World (2006) - Rainism (2008) - Rain Effect (2014) | - Eternal Rain (2006) |  |

## Концертные туры
- 2005 год — Тур «Rainy Day».
- 2006—2007 год — Мировой тур «Rain’s Coming».
- 2009—2010 год — Тур «The Legend of Rainism».
- 2010 год — «Rain Loves Japan Zepp Tour».
- 2011 год — Тур «The Best Show».
- 2012—2013 год — Серия армейских концертов «Consoltary Train».
- 2013 год — «Story of Rain: 2013 Rain Zepp Tour».
- 2014 год — «Rain Effect» Showcase (серия концертов в Китае (Пекин, Шанхай, Гуанчжоу).

## Фильмография
| Год  |   | Русское название             | Оригинальное название       | Роль               |
| ---- | - | ---------------------------- | --------------------------- | ------------------ |
| 2003 | с | Пойдём в школу, Сан-Ду!      | 상두야, 학교가자!           | Ча Санду           |
| 2004 | с | Полный дом                   | 풀하우스                    | Ли Ёнджэ           |
| 2004 | с | Дневник старой девы          | 올드 미스 다이어리 - 극장판 | В роли самого себя |
| 2005 | с | Банчжон-драма                | 대결! 반전 드라마           | В роли самого себя |
| 2005 | с | Любовь, которая убивает      | 이 죽일 놈의 사랑           | Кан Бокгу          |
| 2006 | ф | Я — киборг, но это нормально | 싸이보그지만 괜찮아         | Пак Ил Сун         |
| 2008 | ф | Спиди-гонщик                 | Speed Racer                 | Тэчжо Тогоканн     |
| 2009 | ф | Ниндзя-убийца                | Ninja Assassin              | Рэйзо              |
| 2010 | с | Беглец: План Б               | 도망자 플랜 B               | Дживу              |
| 2012 | ф | R2B: Возвращение на базу     | 알투비: 리턴투베이스        | Чон Тхэюн          |
| 2014 | ф | Принц                        | The Prince                  | Марк               |
| 2014 | с | Моя любимая девочка          | 내겐 너무 사랑스러운 그녀   | Хён Ук             |
| 2014 | ф | Любовь или деньги            | 露水红颜                    | Сю Чен Сюн         |
| 2015 | с | Бриллиантовый любовник       | 克拉恋人                    | Сяо Лян            |
| 2016 | с | Возвращайтесь, мистер        | 돌아와요 아저씨             | Ли Хэджун/Ким Ёнсу |
| 2018 | с | Эскиз                        | 스케치                      | Кан Дон Су         |
| 2018 | ф | Король велосипеда Ом Бок Дон | 자전차왕 엄복동             | Ом Бокдон          |
| 2019 | с | Добро пожаловать в жизнь     | 웰컴2라이프                 | Ли Джэсан          |
| 2022 | с | Призрачный доктор            | 고스트 닥터                 | Чха Ёнмин          |
| 2022 | с | Бесконечный август           | 八月未央                    | Шен Бэю            |